# Faidherbe (vonat)
Az Faidherbe egy francia belföldi vasúti Trans-Europ-Express járat volt Párizs és az észak-franciaországi Lille között. A vonatot a Lille-ben született szenegáli kormányzóról, Louis Faidherbe tábornokról nevezték el.
Egy évvel a TEE-hálózat létrehozása előtt az SNCF, a Francia Államvasút három vonat-járatott vezetett be Párizs és az északi ipari térség összekapcsolására a belga határ közelében. Ezeket a vonatokat mindkét irányban reggeli-, déli- és esti indulásokkal tervezték. Kezdetben a szolgáltatást RGP 600 sorozatú dízelmotorvonatokkal üzemeltették. 1959-ben ezeket Corail kocsikból álló mozdonyokkal vontatott vonatok váltották fel. Habár a hazai TEE szolgáltatásokat 1965-től engedélyezték, a járatok vonatnemét csak 1978-ban módosították. A TEE szolgáltatásba való kerüléssel együtt a járatok neveket is kaptak. A reggeli járatpár neve Faidherbe lett, 7:01-kor indultak Lille-ből és 7:30-kor Párizsból.

## Menetrend
| TEE 34 | Ország        | Állomások  | km  | TEE 35 |
| ------ | ------------- | ---------- | --- | ------ |
|        | Franciaország | Tourcoing  | 0   |        |
|        | Franciaország | Roubaix    |     |        |
| 07:01  | Franciaország | Lille      |     | 09:26  |
| 07:21  | Franciaország | Douai      |     | 09:06  |
|        | Franciaország | Arras      |     | ↑      |
| 09:01  | Franciaország | Paris Nord | 263 | 07:30  |